# Chondrina granatensis
Chondrina granatensis is een slakkensoort uit de familie van de Chondrinidae. De wetenschappelijke naam van de soort is voor het eerst geldig gepubliceerd in 1974 door Alonso.